# Курбатова, Роза Алексеевна
Роза Алексеевна Курбатова (19 июня 1928 года, Иваново, РСФСР, СССР — 22 марта 2021 года, Москва, Россия) — партийный деятель, Председатель Центрального Совета Всесоюзной пионерской организации имени Ленина при ЦК ВЛКСМ (1964—1966).

## Биография
Родилась в 19 июня 1928 года в Иванове.
Окончив Ивановский педагогический институт, работала на комсомольской работе: секретарь ивановских горкома, обкома комсомола, а затем — первый секретарь обкома ВЛКСМ, заместитель заведующего отделом комсомольских органов ЦК ВЛКСМ.
С 1964 по 1966 годы — заведующая отделом по работе среди школьной молодежи ЦК ВЛКСМ и одновременно председатель Центрального Совета Всесоюзной пионерской организации имени В. И. Ленина.
В дальнейшем работала начальником управления дошкольного воспитания Министерства просвещения СССР.
С её легкой руки в 1975 году появилась телепередача «АБВГДейка».
Умерла 22 марта 2021 года в Москве.

## Награды
- Орден Трудового Красного Знамени
- Орден «Знак Почёта»
- Медаль «За трудовую доблесть»